# Opogona debilis
Opogona debilis är en fjärilsart som beskrevs av Edward Meyrick 1921. Opogona debilis ingår i släktet Opogona och familjen äkta malar. Inga underarter finns listade i Catalogue of Life.